# كيث فيني
كيث فيني (بالإنجليزية: Keith Viney)‏ هو لاعب كرة قدم بريطاني في مركز ظهير ‏، ولد في 26 أكتوبر 1957 في بورتسموث في المملكة المتحدة. لعب مع نادي إكزتر سيتي ونادي بريستول روفيرز ونادي بورتسموث ونادي توركي يونايتد.